# Лорд-протектор
Лорд-протектор — британський титул глави держави, який мав різні значення у різні періоди історії.

## Титул регента королівства
Титул лорда-протектора первинно використовувався членами королівської родини чи іншими аристократами, які виконували обов'язки індивідуального регента (тобто, не просто члена ради регентства) у період, коли англійський монарх був малолітнім чи з іншої причини не міг правити самостійно.

## Персоналії
Лорди-протектори Англії:
- Гемфрі Ланкастерський, герцог Глостер (1422—1429) — регент Англії при малолітньому Генріху VI за часів Столітньої війни (одночасно Джон Ланкастерський, герцог Бедфорд був регентом Франції).
- Річард, герцог Йоркський (1454—1455, 1455—1456) двічі проголошувався лордом-протектором під час психічної хвороби того самого Генріха VI (війна Червоної та Білої троянд).
- Річард, герцог Глостер (1483) — лорд-протектор при малолітньому Едуарді V, невдовзі змістив племінника і був проголошений королем Річардом III.
- Едуард Сеймур, 1-й герцог Сомерсетський (1547—1549) — регент Англії при малолітньому Едуарді VI. Скинутий у 1549 році (страчений у 1552); хоча король залишався неповнолітнім (він помер у 15 років), нові лорди-протектори не призначались.

Лорди-протектори Шотландії:
- Джон Стюарт, герцог Олбані (1514—1524) — регент Шотландії при малолітньому Якові V.
- Джеймс Гамільтон, граф Арран і герцог де Шательро (1543—1554) — регент Шотландії при малолітній (потім перебувала у Франції) Марії Стюарт.

## Протекторат Кромвеля
У період Протекторату главою держави був Лорд-протектор Співдружності Англії, Шотландії та Ірландії. Цей титул мав Олівер Кромвель (грудень 1653 — вересень 1658) та його син Річард Кромвель (вересень 1658 — травень 1659). Олівер Кромвель мав низку прерогатив, притаманних раніше королям: він виконував обов'язки протектора довічно, мав титул високості та префікс «милістю Божою», призначав та усував державних чиновників, започатковував титули лордів (які республіка не скасувала), мав право призначити свого наступника, причому вибір було зроблено на користь його сина, Річарда Кромвеля. Річард Кромвель, що не мав політичного досвіду та здібностей до державного управління, після дев'яти місяців протекторату добровільно подав у відставку.
З цього часу титул «Лорд-протектор» у Британії не вживається у жодному з двох значень і жодними чинними законами не передбачений. Майбутній Георг IV, який у 1811—1820 роках був регентом при хворому батькові Георгу III, використовував титул «Принц-регент».